# El Cañizo
El Cañizo (llamada oficialmente Santa María do Canizo) es una parroquia y un lugar del municipio español de La Gudiña, en la provincia de Orense, Galicia.

## Toponimia
La parroquia también es conocida por el nombre de Santa María de El Cañizo.

## Organización territorial
La parroquia está formada por una entidad de población:
- O Canizo

## Demografía
Gráfica demográfica del lugar de O Canizo y la parroquia de El Cañizo según el INE español:
| Gráfica de evolución demográfica de El Cañizo entre 2000 y 2022 |
|                                                                 |
| Datos según el nomenclátor publicado por el INE.                |